# Eduard Iordănescu
Eduard Iordănescu, auch Edward Iordănescu geschrieben, (* 16. Juni 1978 in Bukarest) ist ein ehemaliger rumänischer Fußballspieler und heutiger Trainer. Er ist der Sohn von Anghel Iordănescu.
Seit Januar 2022 ist Iordănescu der Trainer der rumänischen Fußballnationalmannschaft. Nach der Europameisterschaft 2024 legte er sein Amt als Nationalcoach nieder.
Im Juni 2025 wurde Iordănescu zum Trainer von Legia Warschau ernannt.

## Erfolge

### Als Spieler
Steaua Bukarest
- Rumänischer Meister: 1996
- Rumänischer Pokalsieger:  1996

### Als Trainer
Pandurii Târgu Jiu
- Rumänischer Ligapokal-Finalist: 2015

CFR Cluj
- Rumänischer Meister: 2021
- Rumänischer Supercup-Sieger: 2018, 2020

Legia Warschau
- Polnischer Supercup-Sieger: 2025